# Hlebawa Rudnia (przystanek kolejowy)
Hlebawa Rudnia (biał. Глебава Рудня, ros. Глебова Рудня) – przystanek kolejowy w pobliżu miejscowości Hlebawa Rudnia, w rejonie bobrujskim, w obwodzie mohylewskim, na Białorusi. Położony jest na linii Bobrujsk - Rabkor.